# Pilzsuppe

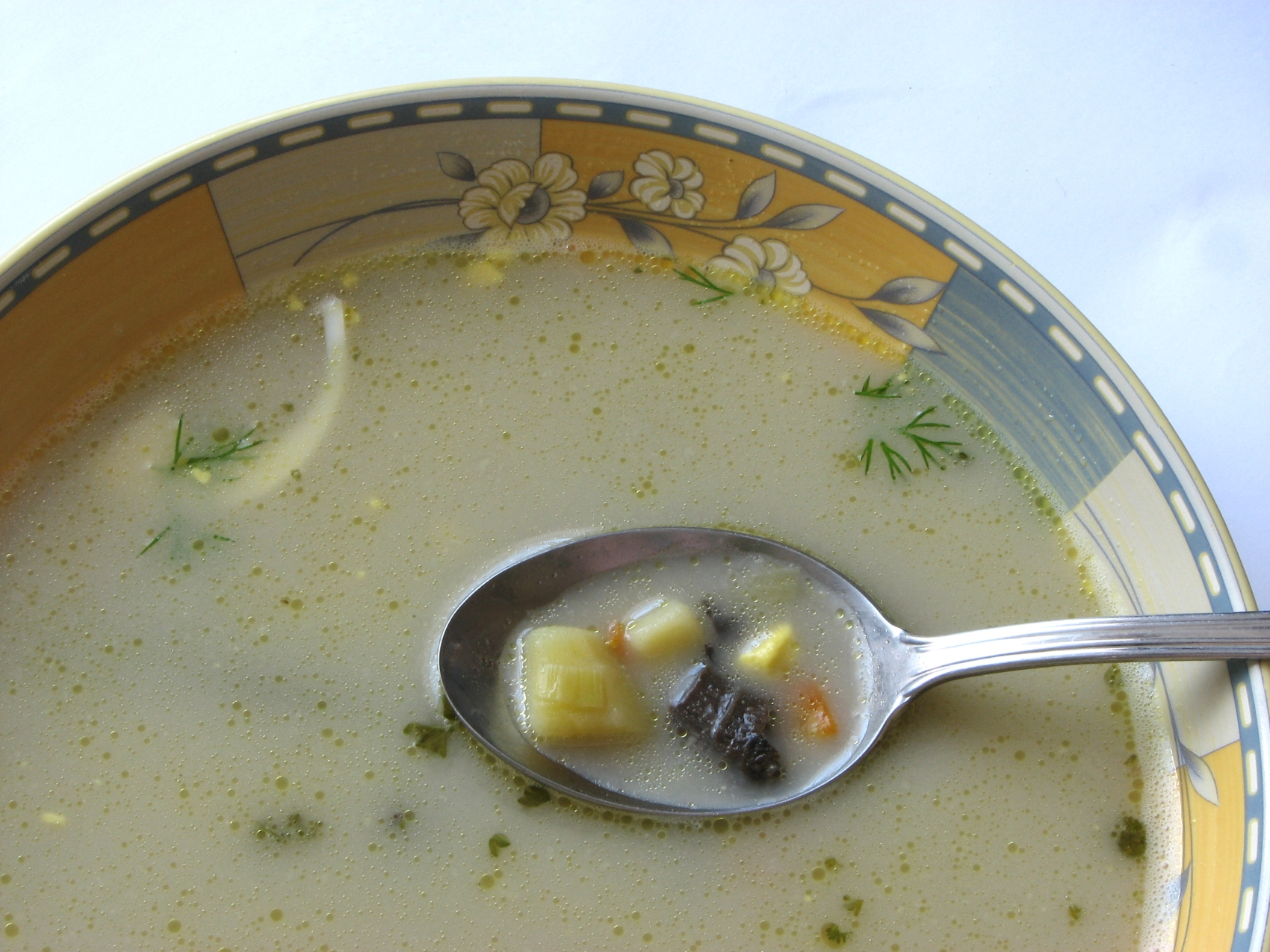
Polnische Waldpilzsuppe

Pilzsuppe, in Österreich und Bayern Schwammerlsuppe, ist eine Suppe aus frischen oder getrockneten Speisepilzen, häufig gebunden. Als Grundlage dienen in der Regel Champignons, Pfifferlinge oder Steinpilze, auch gemischte gesammelte nach Saison wie z. B. Maronen, Parasole, Wiesenchampignons und Schopftintlinge. 
Zur Zubereitung gibt es zahlreiche Rezepte. Typisch ist es, fein geschnittene frische (oder eingeweichte getrocknete) Pilze mit gehackten Zwiebeln und eventuell etwas Knoblauch in Butter anzuschwitzen, bis Flüssigkeit austritt, mit Brühe aufzugießen (eventuell um Weißwein ergänzt), alles sanft zu garen und die Suppe schließlich mit (saurer) Sahne zu binden. Übliche Gewürze sind – neben Salz und Pfeffer – Petersilie, auch Thymian, Lorbeer und Muskat, sowie etwas Zitronensaft. 
In Bayern wird als Schwammerlsuppe in der Regel eine mit Sahne und Mehlschwitze gebundene Suppe aus frischen Pfifferlingen mit einem Semmelknödel serviert.
Champignonsuppe oder Champignoncremesuppe (Velouté de champignons de Paris) ist eine mit Sahne und Eigelb legierte Suppe aus heller Brühe und Champignonfond mit einer Einlage aus gedünsteten Champignonstücken.
Die russische Pilz-Soljanka ist ein Eintopf aus Weißkohl, Pilzen und weiteren Zutaten.